# Drobeta distorta
Drobeta distorta är en fjärilsart som beskrevs av W. Warren 1889. Drobeta distorta ingår i släktet Drobeta och familjen nattflyn. Inga underarter finns listade i Catalogue of Life.